# Месихи (турецкий поэт)
Месихи́ (также известен как Иса Месихи; предположительно 1470—1512) — турецкий поэт, по происхождению албанец. Его творческое наследие составляют в основном лирические и юмористические стихотворения о городской жизни, а также поэтические описания природы.
О его жизни практически ничего не известно, за исключением того, что он считался одним из самых талантливых поэтов своего времени и почти единственным, кто писал на турецком языке и не испытал в своём творчестве влияния персидской поэзии.
Наиболее известные его произведения — поэмы «Весной» (описание весенней природы), «Шехренгиз» — «Возбуждающий город» (юмористика), «Лейла и Меджнун» (подражание Низами), «Юсуф и Зулейха» (подражание Фирдоуси) и цикл «шахрангиз» (букв. «Городские смутьяны») из 47 «портретов» адрианопольских юношей-ремесленников.